# 唐灭高昌之战

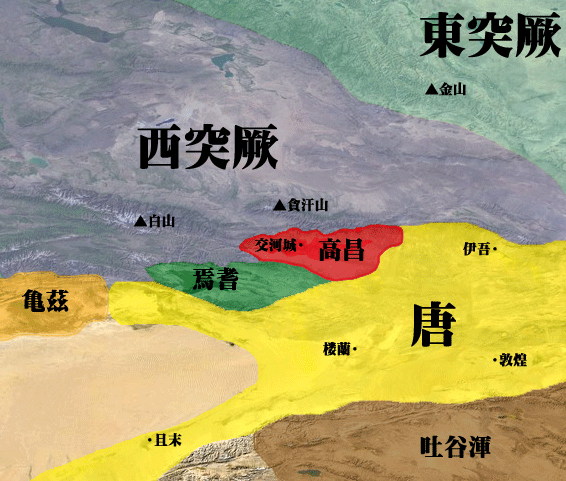
唐朝时期的高昌与周边国家

唐灭高昌之戰，贞观十四年（640年），唐太宗派遣军队平定了高昌国（今新疆吐鲁番地区），延续了140多年的麹氏王朝就此灭亡。唐朝政府在高昌国故地设置了西昌州（后改为西州），并在吐鲁番西北的交河城设置了安西都护府，这时唐朝初年的一个重要事件，标志着唐朝政的统治开始进入西域地区。

## 高昌历史
高昌王国是公元460年——640年建立在中国西北部新疆吐鲁番地区的一个地方封建政权。从汉武帝经略西域，设立高昌郡，中国历代史书均有对高昌王国的记录。从公元460年柔然立阚伯周为高昌王，作为高昌国之始。在这两百多年的历史中，高昌经历了阚氏、张氏、马氏、麴氏高昌王国政权。
麴氏高昌创始人麴嘉，于499年即王位，至640年为唐朝所统一，经历九世，麴姓王族统治高昌达140年。

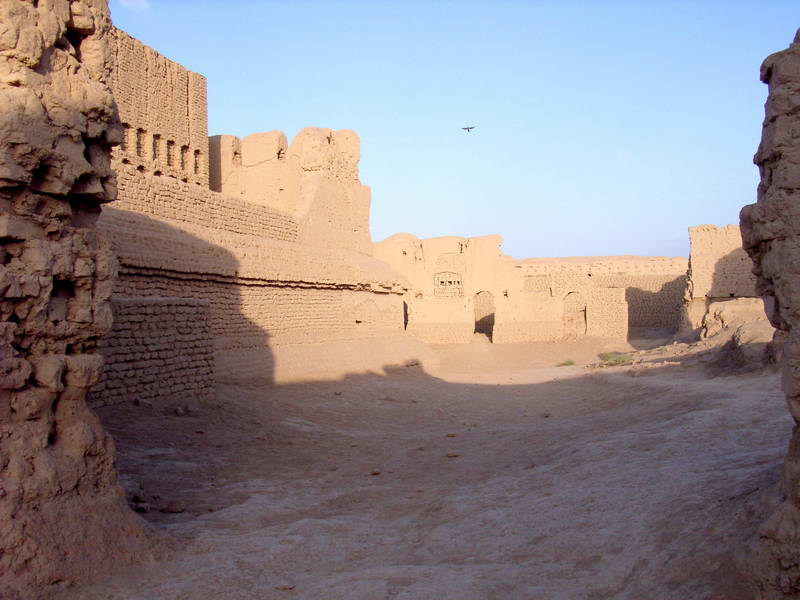
高昌古城

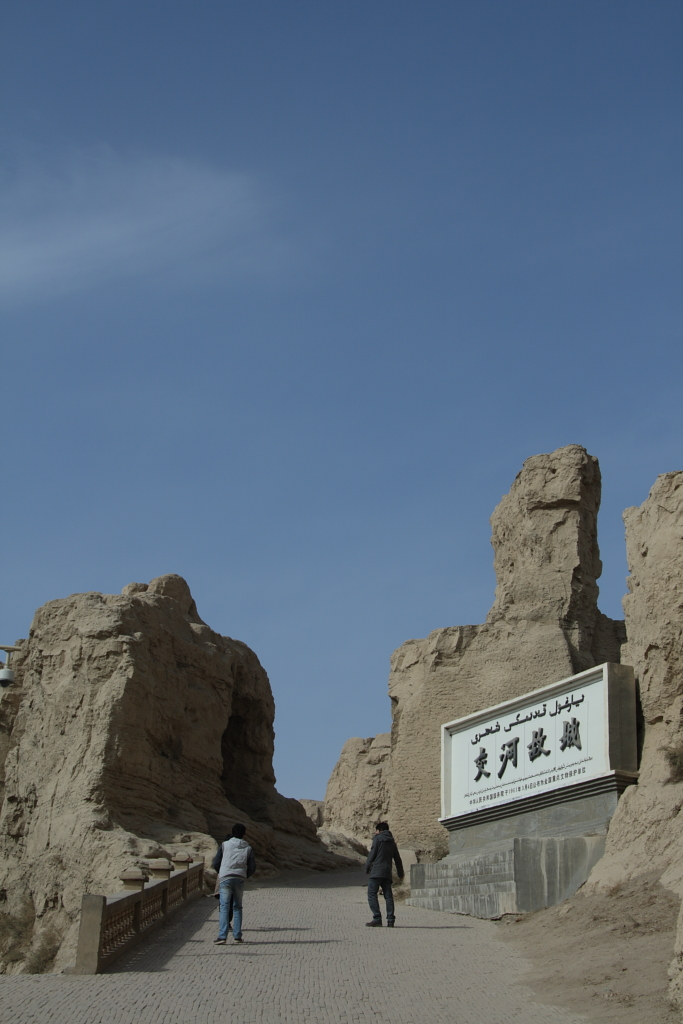
交河故城

## 丝绸之路
高昌地处西域与内地之间，是中西交通的重要枢纽。自西汉至隋朝，由内地通往西域的主要交通线分南、中、北三道。从敦煌出发，南道通过鄯善；中道通过高昌、北道通过伊吾（也可以通过高昌）至波斯达于欧洲。古代“丝绸之路”的三条主要通道，高昌占了两条。丝绸之路对古代东、西方的文化、经济交流起着重要的作用。尤其在隋唐时期，由于内地社会经济的发展日趋繁荣，大量商品通过丝路与西域各国进行贸易交换。中国的丝绸、瓷器等物品，远销波斯、大食（阿拉伯地区）以至于东罗马帝国等地；而西域各国商人经营的奇珍异宝，也是中国封建统治阶级奢侈生活的必需品。从新疆地区和中国内地出土的许多文物中都得到了证明，可以想象，当时中西贸易往来的规模是多么的巨大，西域各国的富裕也由此可知。
随着中西贸易的繁荣，高昌国的发展，由北魏时期的八城，北周时期的十六城，隋时期的十八城，递增至唐时期的二十二城。它的国境的东西距离，也由北魏时期的二百里，周隋时期的三百里，扩展到唐时期的八百里。特别是在隋末战乱之后，中西交通途经鄯善的南道废弃，途经焉耆的碛路闭塞，“西域朝贡皆道高昌，”高昌的重要性愈加突出。第六代国王麹伯雅同隋朝保持着友好的关系，他在隋炀帝时曾入朝觐见，受封为左光禄大夫、车师太守、弁国公，并将外戚宇文氏女封为华容公主许配给他为妻。

## 高昌与唐朝的关系
唐朝建立后不久，麹伯雅去世，其子麹文泰继位。他继续保持对唐朝的友好关系，武德七年（623年）刚即位即遣使向唐朝报丧，并献雌雄“拂菻狗”一对，高六寸，长一尺多，能听人号令“曳马衔烛”。唐高祖也派河州刺史朱惠表前往吊唁；贞观元年（627年）又遣使献“玄狐裘、玉盘”，并且“西域诸国所有动静，辄以奏闻”，极力表示效忠于唐朝；贞观四年十二月，又亲自入朝，受到唐太宗的盛大款待。其妻宇文氏被赐姓李氏，归属唐宗室，封常乐公主。
同时，高昌国也是西突厥的附属国。据《麹斌造寺碑》记载，西魏时期，麹氏高昌就已向西突厥称臣。以后历代均有通婚。麹文泰的妹妹就嫁给了统叶护可汗的长子呾度设。唐高祖武德年间，西突厥统叶护可汗（619年—628年在位）统一了西域地区，授予西域诸国王以“颉利发”官号，并且派遣吐屯一人监统，督其征赋。由于西突厥此时对唐朝也保持着友好关系，对于高昌与唐朝的交往也采取支持的态度。

## 高昌与唐朝的交恶
贞观二年（628年），统叶护可汗因内乱被杀，西突厥逐渐陷入分裂。各部酋长各起纷争，战事连年不息。高昌与西突厥欲谷设结成盟友，唐朝所立的咥利失可汗未能维持统一，不得不分其国为十部：左厢咄陆五部和右厢弩失毕五部。咄陆五部不久被拥立欲谷设为乙毗咄陆可汗，与咥利失可汗分庭抗礼。两方后以伊犁河为界，分称北庭、南庭。
贞观六年（632年），焉耆王突骑支遣使入贡，请求恢复由焉耆通往中原的碛路以便往来，得到了唐太宗的允许。这条碛路以便亦为中西交通中道的支线。高昌王麹文泰得知后，大为愤怒，作为咄陆可汗的盟友，他开始追随咄陆可汗对抗唐朝。麹文泰派兵袭焉耆，大掠而去。此后又联合西突厥攻击归属唐朝的伊吾。贞观十二年（638年）再次与西突厥处月、处密两部“攻拔焉耆五城，掠男女一千五百人，焚其庐而去。”十三年，与西突厥乙毗咄陆可汗再次联兵攻打已成为唐朝西伊州的伊吾。
此外，麹文泰又“遏绝西域朝贡，”拘留各国遣唐使，以至于出现“伊吾之右，波斯以东，职贡不绝，商旅相继。珍宝遭其寇攘，道路由其拥塞”的状况。他甚至还挑拨一些西域部族和唐朝的关系，公然对薛延陀部落酋长说：“既自为可汗，与汉天子敌也，何须拜谒其使”。
麹文泰在对抗唐朝时，对唐朝采取了两面派的态度。一方面在受到唐太宗谴责的时候派遣官员去谢罪；另一方面又“增城深堑，预备讨伐”，进行军事抵抗的准备。他公开对唐朝的使臣说：“鹰飞于天，雉窜于蒿，猫游于堂，鼠安于穴，各得其所，岂不活耶！”表明不再臣服于唐朝的态度。

## 高昌与唐朝的战争
唐太宗在平定东突厥、吐谷浑后，进而统一西域成了其主要目标。对于唐军的武威，西域各国纷纷派遣使者向唐朝臣服。贞观十三年，薛延陁部落遣使上书，请求为唐军向导，讨伐高昌。至此，唐太宗下诏征麹文泰入朝，想给麹文泰最后一次机会，示以祸福，冀其悔过。麹文泰称疾不至。
同年十二月，唐朝中央任命吏部尚书、陈国公侯君集为交河道行军大总管，左屯卫大将军、永安郡开国公薛万均、左屯卫将军、通川县开国男姜行本为副总管，左骁卫将军薛孤吴仁、左武卫将军牛进达等人为行军总管，征调“山东善为攻城器械者，悉遣从军”，集结大军，联合突厥契苾等部族兵马，步骑数万征伐高昌。
唐军未至时，麹文泰还持乐观态度，对所亲近的人说：“吾往者朝觐，见秦、陇之北，城邑萧条，非复有隋之比。设今伐我，发兵多则粮运不给；若发三万以下，吾能制之。加以碛路艰险，自然疲顿，吾以逸待劳，坐收其弊，何足为忧也？”又言：“唐国去此七千里，涉碛阔二千里，地无水草，冬风冻寒，夏风如焚。风之所吹，行人多死，当行百人不能得至，安能致大军乎？若顿兵于吾城下，二十日食必尽，自然鱼溃，乃接而虏之，何足忧也！”
贞观十四年五月十日唐军到达伊吾，副总管姜行本先出伊州，在天山柳谷百余里外，依山制造攻具。此时麹文泰病死，其子麹智盛继位。侯君集大军汇集于柳谷，诸将请求攻击安葬麹文泰的高昌国人，侯君集认为此举不合礼义。于是唐军开始攻打田地城。田地城作为高昌最为重要的三城之一（中间为国都高昌城，西面为车师前国故都交河城，东面为戊己校尉故治所田地城），守军严密。侯君集先是劝降，不果。唐军于是采木填壕，推撞车撞其城楼，于数丈外挖地道，以抛石车投石击其城中，“其所当者无不糜碎”，高昌守军以氈被抵挡抛石，但也阻碍了守军的防御，唐军乘机登城，田地城被攻下，城中男女七千余人被俘。仍进军围攻其都城高昌。麹智盛致书于侯君集：“有罪于天子者，先王也。天罚所加，身已丧背。智盛袭位未几，不知所以愆阙，冀尚书哀怜。”侯君集不从，让其开城投降。麹智盛犹在抵抗不出。唐军填壕抛石，又设立十丈高楼，俯视城内，有行人被飞石所中，皆高声喝彩。守军多躲在室避石。至八月，麹智盛在得知西突厥盟军欲谷设西走千余里躲避唐军，绝望之下开门投降。之后唐军分兵掠地，高昌三郡、五县、二十二城（根据出土文书、墓志等，认为是三府、五郡、二十二县）皆被拿下。

## 唐朝对高昌的统治
唐朝在平定高昌麹氏王朝后，鉴于高昌地区的重要性，决定按照中原的制度在高昌实行州县制，以高昌为西州，并在交河城设置了安西都护府。又设置了折冲府，以便唐朝政府能够在西州地区征集一部分军队。这些折冲府的府兵对打击西突厥、抵御吐蕃、维护丝绸之路发挥了重要的作用。
侯君集在十二月凯旋归朝，把麹智盛和高昌宗室重臣带回长安。在经过太庙献俘等一系列盛大仪式后，麹智盛仍被委任为左武卫将军、金城郡公；其弟麹智湛为右武卫中郎将、天水郡公。贞观十八年（644年）唐太宗征辽东的时候，还曾任命麹智盛为行军总管，隶属于李世勣麾下。
在按照中原地区实施均田制、租庸调制、驿站制度后，以及修建水利及设置官市，唐朝对高昌的统治迅速稳定下来。唐高宗永徽初年，唐朝政为了更好的统治西州，又把高昌宗室旧部派回西州。任命麹智湛为安西都护府都护、西州刺史。在唐朝致力于经营西域的时候，委任麹智湛为西州刺史，说明唐朝在西州的统治已经很巩固了。
继平定高昌后，贞观十八年，唐军平定焉耆，设焉耆都督府；贞观二十二年，唐军平定龟兹。此后，唐朝政府在西域地区设置了龟兹（今新疆库车县）、疏勒（今新疆喀什市）、于阗（今新疆和田县）、碎叶（今吉尔吉斯北部托马克城附近）四镇，移安西都护府于龟兹，合称“安西四镇”。到唐高宗显庆四年（654年），唐军击灭西突厥，在其地设置昆陵和濛池两个都护府及一系列的行政、军事管理设施。唐朝在西域的统治达到了一个高峰。